# Hombourg (Bèlgica)
|  | Per a altres significats, vegeu «Homburg». |

Hombourg (en alemany i neerlandès Homburg, en való Hômbâr, en limburguès Hommerech) és un antic municipi de Bèlgica que el 1977 va fusionar-se amb Plombières.

## Història
Esmentat per primera vegada el 1070 ("Hunborc"). A partir de 1124, el capítol de la Col·legiata de Sant Pere de Lieja posseeix propietats a Hombourg ("Homborgh") i estableix un tribunal de justícia ("St Peterhof") que es refereix de fet a la granja del castell de Berlieren, la més antiga terra senyorial d'Hombourg.
Hombourg formava part del Ducat de Limburg. Al 1286, el castell de "Vilhenru" (actualment Vieljaeren) va ser destruït pel Duc Joan I de Brabant com a part de la guerra de successió de Limburg del que fou vencedor després de la batalla de Worringen en 1288.
La parròquia de Hombourg es forma pel desmembrament de la parròquia original de Teuven. L'església primitiva d'Hombourg data del segle xiii, però es pot rastrejar l'origen de la parròquia abans d'aquesta època i el fet que està dedicada a Sant Brici de Tours (successor de Sant Martí de Tours (397-444)) la situa generalment abans de l'any 1000.
Dins del Ducat de Limburg, Homburg formava part del senyoriu (ban) primitiu "de Sinnich-Völkerich" documentat de 1275 a 1388, que s'anomena com "de Homborch, Zennich en Fulkerich" al 1491, llavors, en 1547 i 1559 "Banck Homborch en Montzen" abans que es s'anomeni "de Montzen" a partir 1689.
Després de la segona arribada de les tropes franceses el 1794, l'antiga magistratura va desaparèixer, però la regió no es va sotmetre al nou règim i va esperar el retorn dels austríacs.
Al 1852 Remersdaal se separa d'Hombourg. Al 1895 s'inaugura una estació de ferrocarril de la línia ferroviària Lieja-Plombières..
Durant la Segona Guerra Mundial, Homburg va ser annexat al Tercer Reich amb les altres localitats veïnes.

## Llengua
Des de les invasions franques fins a l'actualitat, la llengua pròpia de la població d'Hombourg ha estat el fràncic renà també anomenat francic carolingi. És un dialecte intermedi entre els limburguès de l'Est (de 's-Gravenvoeren i Valkenburg) i el fràncic ripuari (d'Aquisgrà, Raeren, Kerkrade o Colònia). El dialecte utilitzat a Homburg es parla de Sint-Martens-Voeren a Eupen a Bèlgica, però també a Heerlen al Limburg neerlandès, i a Mönchengladbach o Düsseldorf a Alemanya.
El l'àmbit administratiu el dialecte local va ser substituït primer pel brabançó, després per l'alt alemany i posteriorment pel francès.
Així, administrativament, la comuna és de llengua francesa des de 1794. Quan la frontera lingüística es va redactar el 1962-63, Hombourg va obtenir, com els seus 8 municipis veïns, un sistema de llengua francesa. No obstant això, és un dels municipis amb facilitats lingüístiques per a l'ensenyament de les llengües minoritàries (alemany i neerlandès),
Actualment, aproximadament el 85% de la població és de parla francesa, un 7% alemanya i un 8% neerlandesa.